# Zeuktophyllum
Zeuktophyllum és un gènere amb dues espècies de plantes suculentes que pertanyen a la família de les aïzoàcies (Aizoaceae).
Zeuktophyllum va ser descrit pel N.E.Br., i publicat a Gard. Chron., ser. 3. 81: 12, a l'any 1927. L'espècie tipus és: Zeuktophyllum suppositum (L.Bolus) N.E.Br. (Mesembryanthemum suppositum L.Bolus)

## Taxonomia
- Zeuktophyllum calycinum
- Zeuktophyllum suppositum